# Francisco González Valer
Francisco González Valer SF (ur. 22 maja 1939 w Arcos de Jalón, zm. 4 marca 2024 w Barcelonie) – amerykański duchowny katolicki pochodzenia hiszpańskiego, biskup pomocniczy Waszyngtonu w latach 2001-2014.

## Życiorys
Święcenia kapłańskie otrzymał w dniu 1 maja 1964 w Zgromadzeniu Synów Świętej Rodziny. Przez 32 lata pełnił przede wszystkim funkcje duszpasterza w parafiach zakonnych oraz nauczyciela. W 1996 został doradcą hiszpańskojęzycznych wspólnot charyzmatycznych archidiecezji waszyngtońskiej, zaś rok później otrzymał nominację na wikariusza biskupiego dla wiernych latynoskich.
28 grudnia 2001 mianowany biskupem pomocniczym Waszyngtonu ze stolicą tytularną Lamphua. Sakry udzielił mu kardynał Theodore McCarrick.
27 maja 2014 przeszedł na emeryturę. Zmarł w Barcelonie 4 marca 2024.